# Jean Renaudie
 (janvier 2020).
Jean Renaudie est un architecte et urbaniste français né le 8 juin 1925 à La Meyze (Haute-Vienne), mort le 13 octobre 1981 à Clichy (Hauts-de-Seine). Il est surtout connu pour sa rénovation du centre du vieux Givors (Rhône) avec la création de la Cité des Étoiles.

## Biographie
Entré à l'École nationale supérieure des beaux-arts en 1945, Jean Renaudie étudie dans l'atelier d'Auguste Perret puis de Marcel Lods. Diplômé architecte DPLG en 1958, il fonde avec Pierre Riboulet, Gérard Thurnauer et Jean-Louis Véret (qu'il a rencontrés en 1956) l'Atelier de Montrouge. Il pratique alors une architecture qualifiée de « brutaliste », à cause de son dépouillement et de la simplicité des effets plastiques. L'Atelier se fait remarquer avec la crèche départementale de Montrouge (Hauts-de-Seine) ou avec le projet du grand stade de Vincennes (concours, juin 1963).
1968 est l'année de la rupture avec les autres membres : au-delà de différences de points de vue sur les évènements de Mai 68, ils sont en désaccord sur le projet d'aménagement de la ville nouvelle du Val-de-Reuil : Renaudie aurait souhaité une installation de la ville sur la falaise dominant le site plat et humide prévu à l'origine. Il crée alors sa propre agence à Ivry-sur-Seine. De 1971 à 1975 et de 1976 à 1980, il participe aux deux phases de rénovation du centre d'Ivry, en collaboration avec Renée Gailhoustet, où une de ses réalisations, le centre commercial Jeanne-Hachette, lui apporte une renommée internationale. 
À partir de 1974, il travaille à la rénovation du centre du vieux Givors (Rhône) avec la création de la Cité des Étoiles. Ces immeubles de logement social, à flanc de colline, ont une architecture très particulière, cherchant au maximum à optimiser les vues et les orientations des logements. Entre 1976 et 1981, il participe à la résorption de l'habitat insalubre de Villetaneuse (Seine-Saint-Denis), rue Roger-Salengro.
L'essentiel de sa production porte sur le logement social et l'aménagement urbain. Il a été un des premiers opposants aux méthodes de production des grands ensembles et des premières villes nouvelles des années 1950-1960. Il n'a jamais souhaité faire de modèle ou de systématisation de l'architecture, avec pour exemple la variété et la diversité des appartements des ensembles qu'il a construits.

## Distinction
- 1978 : Grand prix national de l'architecture du ministère de la Culture pour l'ensemble de son œuvre

## Principales études et réalisations

### Au sein de l'Atelier de Montrouge(ATM1)
(Sont signalés ici les projets directement suivis par Renaudie.)
- 1959-1964 : crèche départementale de Montrouge
- 1960-1968 : centre de premiers secours contre l'incendie, rue de la Vannes, Montrouge
- 1961-1962 : étude d’un ensemble de 1 000 maisons individuelles à Goussainville (Eure-et-Loir)
- 1963 : concours d'un stade de 100 000 places à Vincennes
- 1962 : plan d'aménagement du domaine de Tralicetto, commune de Sartène (Corse-du-Sud) — centre urbain et complexe hôtelier ; non réalisé
- 1962-1964 : domaine Coumipez, village de vacances Bonne Terrasse à Ramatuelle (Var) (en association avec Louis Arretche)
- 1964-1966 : étude pour la résorption du bidonville des Francs-Moisins, Saint-Denis -Seine-Saint-Denis- (en association avec Louis Arretche)
- 1963-1964: village de vacances Gigaro, domaine de La Croix-Valmer -Var- (en association avec Louis Arretche)
- 1967-1968 : premières recherches pour la ville nouvelle du Vaudreuil, actuel Val-de-Reuil, étude de la solution C « La ville sur la falaise »

### En son nom propre
- 1970 : école des Plants à Cergy-Pontoise
- 1970-1972 : opération « Danielle Casanova » à Ivry-sur-Seine (Val-de-Marne), avec 80 logements, commerces et bureaux, en collaboration avec Renée Gailhoustet.
- 1970-1975 : opération « Jeanne Hachette » à Ivry-sur-Seine avec 40 logements, commerces, bureaux et cinéma, en collaboration avec Renée Gailhoustet.
- 1973-1975 : opération « Jean-Baptiste Clément » à Ivry-sur-Seine avec 10 logements et commerces, en collaboration avec Renée Gailhoustet
- 1974 : rénovation du vieux Givors (Rhône) avec 270 logements, commerces, bibliothèque, crèche, théâtre et commissariat de police
- 1974-1982 : ZAC du centre-ville de Saint-Martin-d'Hères (Isère) avec 447 logements réalisés puis dans une 2e tranche 271 logements, bureaux et commerces réalisée par son fils, Serge Renaudie.
- 1975-1981 : immeubles d'habitation de la ZAC du Courghain, commune de Grande-Synthe, près de Dunkerque, 180 logements (détruits partiellement en 2009[2],[3])
- 1976-1981 : opération « Le Vieux Pays » à Villetaneuse (Seine-Saint-Denis), 147 logements, bibliothèque et commerces[4]
- 1978-1983 : cité du parc à Ivry-sur-Seine, 147 logements et commerces
- 1979-1982 : école Einstein à Ivry-sur-Seine
- 1980 : logements pour la ZAC du Coureau à La Courneuve (Seine-Saint-Denis), étude achevée par Hugues Marcucci

## Publication
- La ville est une combinatoire, Ivry-sur-Seine : Moviticity éd., 149 p., 2014

## Expositions
Plusieurs expositions ont été consacrées à son œuvre (ainsi qu'à celle de Renée Gailhoustet) à Ivry, la dernière à l'occasion du festival d'architecture La tête dans les étoiles, en 2016.